# 基政七
基 政七（もとい まさしち、1903年（明治36年）2月8日 - 1986年（昭和61年）3月9日）は、昭和期の労働運動家、政治家。参議院議員（1期）。

## 経歴
福岡県糸島郡、のちの志摩村（志摩町を経て現糸島市）出身。兵庫工業を経て、1917年（大正6年）三菱神戸造船所に入社した。
戦後、1945年（昭和20年）10月、神戸造船所の労働組合が結成され、同副委員長、同委員長を歴任。三菱重工業労働組合連合委員長を経て、1950年（昭和25年）三菱重工業が分社し中日本重工業労働組合委員長に就任。以後、兵庫県地方労働委員会委員、中央労働委員会委員（2期）、中央賃金審議会委員（2期）、全国造船労働組合総連合委員長、日本労働組合総同盟会長、新三菱重工労働組合委員長、同顧問などを務めた。
1956年（昭和31年）7月の第4回参議院議員通常選挙で全国区に日本社会党公認で出馬して落選。1959年（昭和34年）6月の第5回通常選挙で全国区から出馬して当選し、参議院議員に1期在任した。この間、参議院地方行政委員会委員などを務め、民主社会党（民社党）に加わった。その後、1965年（昭和40年）7月の第7回通常選挙で全国区に民主社会党公認で立候補したが落選した。
1973年（昭和48年）春の叙勲で勲三等旭日中綬章受章。
1986年（昭和61年）3月9日死去、83歳。死没日をもって正五位に叙される。

## 著作
- 『夜明けの労働組合 : 三菱労組の結成から総同盟へ』〈産業労働ライブラリー no.6〉労働問題懇話会、1975年。